# Samuel Löwenfeld
Samuel Löwenfeld (auch Samuel Loewenfeld; * 11. Februar 1854 in Posen; † 31. Dezember 1891 in Berlin) war ein deutscher Historiker und Diplomatiker. Er ist vor allem für seine Beiträge zur Bearbeitung der Regesta Pontificum Romanorum von Philipp Jaffé in ihrer zweiten Auflage bekannt, die als „JL“ (Jaffé/Loewenfeld) zitiert werden. Außerdem war er Mitarbeiter der Monumenta Germaniae Historica.

## Leben
Löwenfelds Elternhaus galt als jüdisch-fromm. Sein Vater Viktor Löwenfeld hatte zwar ein Rabbiner-Diplom, leitete aber ein Pensionat, seine Mutter war Henriette Zadek. Samuel Löwenfelds Zwillingsbruder Raphael Löwenfeld wurde Slawist, Literat und Theatergründer (Schillertheater Berlin). Samuel Löwenfelds erste Ehe wurde geschieden, seine zweite Ehe ging er im September 1891 mit seiner Nichte Jetta Friedländer ein. Ein Sohn aus erster Ehe wurde Landwirt und emigrierte nach Südamerika.
Samuel Löwenfeld besuchte das deutsche Gymnasium in Breslau. Er galt im Vergleich zu seinem Zwillingsbruder als der bessere Schüler. In Berlin studierte er Geschichte und wurde Mitarbeiter bei Harry Bresslau und Theodor Mommsen. An der Georg-August-Universität Göttingen wurde er 1877 mit einer Arbeit über Leo von Vercelli promoviert. 1880 übersetzte er die Studie Aufschlüsse über das päpstliche Archiv des norwegischen Historikers Peter Andreas Munch aus dem Dänischen ins Deutsche. Im Jahr darauf veröffentlichte er eine kurze Schrift „gegen die Verleumdung der Juden“ (Die Wahrheit über der Juden Antheil am Verbrechen. Auf Grund amtlicher Statistik). Später habilitierte sich Löwenfeld in Berlin und wurde Privatdozent für Geschichte an der Universität Berlin.
Zu seinem (wissenschaftlichen) Freundeskreis zählten Paul Ewald, Wilhelm Ludwig Hertz, Moritz Lazarus und Markus Maurer.

## Schriften (Auswahl)
- Leo von Vercelli, Dissertation Göttingen 1877.
- Documenta quaedam historiam monasterii S. Anastasii ad Aquas Salvias illustrantia, Rom 1880.
- Peter Andreas Munch: Aufschlüsse über das päpstliche Archiv, aus dem Dänischen übersetzt von Samuel Löwenfeld, Berlin 1880.
- Die Wahrheit über der Juden Antheil am Verbrechen. Auf Grund amtlicher Statistik, Berlin 1881. (Digitalisat)
- Regesta Pontificum Romanorum ab condita ecclesia ad annum post Christum natum 1198, Bd. 1: A S. Petro ad a. MCXLIII, Leipzig 1885 (herausgegeben zusammen mit Philipp Jaffé, Ferdinand Kaltenbrunner und Paul Ewald). (Digitalisat)
- Epistolae pontificum Romanorum ineditae, Leipzig 1885 (Nachdruck Graz 1959). (Digitalisat)
- Gesta abbatum Fontanellensium (= Monumenta Germaniae Historica. Scriptores Rerum Germanicarum in usum scholarum, Bd. 28), Hannover 1886 (Nachdruck 1980). (Digitalisat)
- Regesta Pontificum Romanorum ab condita ecclesia ad annum post Christum natum 1198, Bd. 2: Ab a. MCXLIII ad a. MCXCVIII, Leipzig 1888 (herausgegeben zusammen mit Philipp Jaffé, Ferdinand Kaltenbrunner und Paul Ewald). (Digitalisat)